# Междупутье

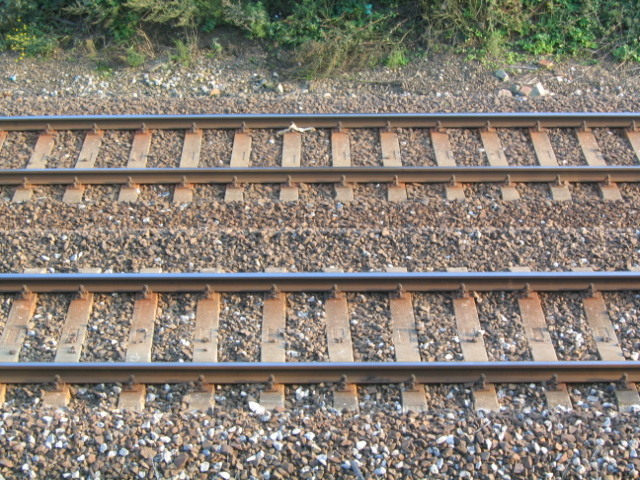
.

Междупутьем называется расстояние между осями двух смежных путей, в другом источнике указано другое определение, а именно что Междупутье — полоса между внутренними рельсами, на железной дороге в два пути.
Правилами технической эксплуатации (ПТЭ) установлены следующие величины междупутий:
- на перегонах 4100 мм (если путей больше двух, то между вторым и третьим — 5000 мм (для работающих железнодорожников при проходе встречных поездов, инструментов и так далее));
- на станциях 4800 мм (минимум) или 5300 мм (максимально допускаемое) для главных путей.

Если главные пути крайние, то разрешается устраивать междупутья шириной 4100 мм. 
На междупутьях железных дорог России устанавливались гидравлические краны для питания паровозов водою которые также служили для железнодорожных сигналов.
В связи с развитием транспорта данный термин применяется в трамвайном и троллейбусном делах.